# Вольф, Максимилиан
Максимилиан Франц Йозеф Корнелиус Вольф (нем. Maximilian Franz Joseph Cornelius Wolf; 21 июня 1863, Гейдельберг — 3 октября 1932, Гейдельберг) — немецкий астроном, первопроходец в астрофотографии.
С 1902 по 1932 год был директором обсерватории Гейдельберг-Кёнигштуль. Внёс вклад в открытие (и повторное обнаружение) комет 14P/Вольфа и Вольфа — Харрингтона. 
C 6 декабря 1924 года — член-корреспондент Российской академии наук (с 1925 года — АН СССР) в отделении физико-математических наук (по разряду математических наук (астрономия)).
Был соавтором открытий сверхновых звёзд: SN 1895A (a.k.a. VW Vir), SN 1909A (a.k.a. SS UMa), SN 1920A, с астрономом Карлом Райнмутом, SN 1926A.
В 1930 году награждён медалью Кэтрин Брюс.
В честь Вольфа названы астероид (827) Вольфиана, открытый в 1916 австрийским астрономом Иоганном Пализой и астероид (1217) Максимилиана, открытый в 1932 году бельгийским астрономом Эженом Дельпортом. Также в 1935 году в честь Вольфа назван кратер на видимой стороне Луны.  Астероид (1152) Павона, открытый в 1930 году назван в честь астрономов Иоганна Пализы и Максимилиана Вольфа.

## Некоторые из открытых астероидов
- (330) Адальберта, открытый в 1910 году, предположительно назван в честь тестя Максимилиана Вольфа.
- (352) Жизела, открытый в 1893 году, назван в честь жены Вольфа.
- (412) Элизабета, открытый в 1896 году, и (801) Гельверция, открытый в 1915 году, названы в честь матери Вольфа.
- (468) Лина, открытый в 1901 году, назван в честь служанки Вольфа.
- (473) Нолли, открытый в 1901 году Вольфом, назван в честь семейного прозвища первооткрывателя, что дословно переводится как «маленький ребёнок».
- (482) Петрина и (483) Сеппина, открытые в 1902 году, названы в честь собак Вольфа.
- (495) Эвлалия, открытый в 1902 году, назван в честь бабушки жены Вольфа.
- Сотый астероид, открытый Вольфом в 1903 году, был назван (513) Центезима, то есть сотый.
- (642) Клара, открытый в 1907 году, назван в честь домоправительницы Вольфа.
- (698) Эрнестина, открытый в 1910 году, назван в честь сына Вольфа
- (733) Моция, открытый в 1912 году, назван в честь другого  сына Вольфа.
- (1039) Зоннеберга, открытый в 1924 году, назван в честь Зоннебергской обсерватории.
- (1179) Малли[англ.], открытый в 1931 году назван в честь невестки Вольфа

| Открытые астероиды: 248  | Открытые астероиды: 248 |
| ------------------------ | ----------------------- |
| (323) Брюсия             | 22 декабря 1891         |
| (325) Хайдельберга       | 4 марта 1892            |
| (328) Гудрун             | 18 марта 1892           |
| (329) Свея               | 21 марта 1892           |
| (330) Адальберта         | 2 февраля 1910          |
| (332) Сири               | 19 марта 1892           |
| (333) Бадения            | 22 августа 1892         |
| (334) Чикаго             | 23 августа 1892         |
| (339) Доротея            | 25 сентября 1892        |
| (340) Эдуарда            | 25 сентября 1892        |
| (341) Калифорния         | 25 сентября 1892        |
| (342) Эндимион           | 17 октября 1892         |
| (343) Остара             | 15 ноября 1892          |
| (351) Ирса               | 16 декабря 1892         |
| (352) Жизела             | 12 января 1893          |
| (353) Руперто-Карола     | 16 января 1893          |
| (385) Ильматар           | 1 марта 1894            |
| (386) Зигена             | 1 марта 1894            |
| (391) Ингеборг           | 1 ноября 1894           |
| (392) Вильгельмина       | 4 ноября 1894           |
| (393) Лампеция           | 4 ноября 1894           |
| (399) Персефона          | 23 февраля 1895         |
| (401) Оттилия            | 16 марта 1895           |
| (407) Арахна             | 13 октября 1895         |
| (408) Фама               | 13 октября 1895         |
| (412) Элизабета          | 7 января 1896           |
| (413) Эдбурга            | 7 января 1896           |
| (415) Палатия            | 7 февраля 1896          |
| (417) Суэвия             | 6 мая 1896              |
| (418) Алеманния          | 7 сентября 1896         |
| (419) Аврелия            | 7 сентября 1896         |
| (420) Бертольда          | 7 сентября 1896         |
| (421) Зарингия           | 7 сентября 1896         |
| (434) Венгрия            | 11 сентября 1898        |
| (435) Элла               | 11 сентября 1898        |
| (436) Патриция           | 13 сентября 1898        |
| (442) Айхсфельдия        | 15 февраля 1899         |
| (443) Фотографика        | 17 февраля 1899         |
| (446) Этернитас          | 27 октября 1899         |
| (447) Валентина          | 27 октября 1899         |
| (448) Наталия            | 27 октября 1899         |
| (449) Гамбурга           | 31 октября 1899         |
| (450) Бригитта           | 10 октября 1899         |
| (455) Брухзалия          | 22 мая 1900             |
| (456) Абноба             | 4 июня 1900             |
| (457) Аллегейния         | 15 сентября 1900        |
| (458) Герциния           | 21 сентября 1900        |
| (459) Сигне              | 22 октября 1900         |
| (460) Скания             | 22 октября 1900         |
| (461) Саския             | 22 октября 1900         |
| (462) Эрифила            | 22 октября 1900         |
| (463) Лола               | 31 октября 1900         |
| (464) Мегера             | 9 января 1901           |
| (465) Алекто             | 13 января 1901          |
| (466) Тисифона           | 17 января 1901          |
| (467) Лаура              | 9 января 1901           |
| (468) Лина               | 9 января 1901           |
| (471) Папагена           | 7 июня 1901             |
| (473) Нолли              | 13 февраля 1901         |
| (474) Пруденция          | 13 февраля 1901         |
| (480) Ганза              | 21 мая 1901             |
| (482) Петрина            | 3 марта 1902            |
| (483) Сеппина            | 4 марта 1902            |
| (484) Питтсбургия        | 29 апреля 1902          |
| (488) Креуза             | 26 июня 1902            |
| (490) Веритас            | 3 сентября 1902         |
| (491) Карина             | 3 сентября 1902         |
| (492) Гизмонда           | 3 сентября 1902         |
| (493) Гризельда          | 7 сентября 1902         |
| (494) Виртус             | 7 октября 1902          |
| (495) Эвлалия            | 25 октября 1902         |
| (496) Грифия             | 25 октября 1902         |
| (499) Венузия            | 24 декабря 1902         |
| (500) Селинур            | 16 января 1903          |
| (501) Урхиксидур         | 18 января 1903          |
| (502) Сигуна             | 19 января 1903          |
| (509) Иоланда            | 28 апреля 1903          |
| (512) Тауриненсида       | 23 июня 1903            |
| (513) Центезима          | 24 августа 1903         |
| (514) Армида             | 24 августа 1903         |
| (515) Аталия             | 20 сентября 1903        |
| (520) Франциска          | 27 октября 1903         |
| (522) Хельга             | 10 января 1904          |
| (524) Фиделио            | 14 марта 1904           |
| (526) Йена               | 14 марта 1904           |
| (527) Эврианта           | 20 марта 1904           |
| (528) Реция              | 20 марта 1904           |
| (529) Прециоза           | 20 марта 1904           |
| (530) Турандот           | 11 апреля 1904          |
| (531) Церлина            | 12 апреля 1904          |
| (532) Геркулина          | 20 апреля 1904          |
| (539) Памина             | 2 августа 1904          |
| (540) Розамунда          | 3 августа 1904          |
| (541) Дебора             | 4 августа 1904          |
| (549) Джессонда          | 15 ноября 1904          |
| (550) Сента              | 16 ноября 1904          |
| (551) Ортруд             | 16 ноября 1904          |
| (552) Зигелинда          | 14 декабря 1904         |
| (553) Кундри             | 27 декабря 1904         |
| (555) Норма              | 14 января 1905          |
| (557) Виолетта           | 26 января 1905          |
| (558) Кармен             | 9 февраля 1905          |
| (559) Нанон              | 8 марта 1905            |
| (560) Делила             | 13 марта 1905           |
| (561) Ингвельда          | 26 марта 1905           |
| (562) Саломея            | 3 апреля 1905           |
| (565) Марбахия           | 9 мая 1905              |
| (570) Китера             | 30 июля 1905            |
| (573) Реха               | 19 сентября 1905        |
| (574) Регинхильд         | 19 сентября 1905        |
| (575) Рената             | 19 сентября 1905        |
| (577) Рея                | 20 октября 1905         |
| (578) Гаппелия           | 1 ноября 1905           |
| (580) Селена             | 17 декабря 1905         |
| (586) Фёкла              | 21 февраля 1906         |
| (587) Гипсипила          | 22 февраля 1906         |
| (588) Ахиллес            | 22 февраля 1906         |
| (590) Томирис            | 4 марта 1906            |
| (592) Батшева            | 18 марта 1906           |
| (594) Мирайлль           | 27 марта 1906           |
| (597) Бандусия           | 16 апреля 1906          |
| (598) Октавия            | 13 апреля 1906          |
| (601) Нертуда            | 21 июня 1906            |
| (605) Ювизия             | 27 августа 1906         |
| (609) Фульвия            | 24 сентября 1906        |
| (610) Валеска            | 26 сентября 1906        |
| (641) Агнес              | 8 сентября 1907         |
| (642) Клара              | 8 сентября 1907         |
| (659) Нестор             | 23 марта 1908           |
| (683) Ланция             | 23 июля 1909            |
| (692) Гипподамия         | 5 ноября 1901           |
| (707) Стейна             | 22 декабря 1910         |
| (712) Боливиана          | 19 марта 1911           |
| (733) Моция              | 16 сентября 1912        |
| (798) Руфь               | 21 ноября 1914          |
| (800) Крессмания         | 20 марта 1915           |
| (801) Гельверция         | 20 марта 1915           |
| (802) Эпиакса            | 20 марта 1915           |
| (805) Гормуция           | 17 апреля 1915          |
| (806) Гульдения          | 18 апреля 1915          |
| (807) Цераския           | 18 апреля 1915          |
| (809) Лундия             | 11 августа 1915         |
| (810) Атосса             | 8 сентября 1915         |
| (811) Наугейма           | 8 сентября 1915         |
| (813) Баумея             | 28 ноября 1915          |
| (815) Коппелия           | 2 февраля 1916          |
| (816) Юлиана             | 8 февраля 1916          |
| (817) Анника             | 6 февраля 1916          |
| (818) Каптейния          | 21 февраля 1916         |
| (819) Барнардиана        | 3 марта 1916            |
| (820) Адриана            | 30 марта 1916           |
| (821) Фанни              | 31 марта 1916           |
| (822) Лалаж              | 31 марта 1916           |
| (823) Сисигамбис         | 31 марта 1916           |
| (826) Генрика            | 28 апреля 1916          |
| (831) Статира            | 20 сентября 1916        |
| (832) Карин              | 20 сентября 1916        |
| (833) Моника             | 20 сентября 1916        |
| (834) Бёрнхамия          | 20 сентября 1916        |
| (835) Оливия             | 23 сентября 1916        |
| (836) Иола               | 23 сентября 1916        |
| (837) Шварцшильда        | 23 сентября 1916        |
| (838) Серафина           | 24 сентября 1916        |
| (839) Вальборг           | 24 сентября 1916        |
| (840) Зенобия            | 25 сентября 1916        |
| (841) Арабелла           | 1 октября 1916          |
| (842) Керстин            | 1 октября 1916          |
| (845) Наэма              | 16 ноября 1916          |
| (860) Урсина             | 22 января 1917          |
| (861) Аида               | 22 января 1917          |
| (862) Франция            | 28 января 1917          |
| (863) Бенкоэла           | 9 февраля 1917          |
| (865) Зубаида            | 15 февраля 1917         |
| (866) Фатме              | 25 февраля 1917         |
| (868) Лова               | 26 апреля 1917          |
| (870) Манто              | 12 мая 1917             |
| (871) Амнерида           | 14 мая 1917             |
| (872) Хольда             | 21 мая 1917             |
| (873) Мечтилд            | 21 мая 1917             |
| (874) Ротраут            | 25 мая 1917             |
| (875) Нимфея             | 19 мая 1917             |
| (879) Рикарда            | 22 июля 1917            |
| (880) Герба              | 22 июля 1917            |
| (881) Афина              | 22 июля 1917            |
| (883) Маттерания         | 14 сентября 1917        |
| (884) Приам              | 22 сентября 1917        |
| (887) Алинда             | 3 января 1918           |
| (888) Парисатида         | 2 февраля 1918          |
| (889) Эриния             | 5 марта 1918            |
| (890) Вальтраут          | 11 марта 1918           |
| (891) Гунхильд           | 17 мая 1918             |
| (892) Зелигерия          | 31 мая 1918             |
| (893) Леопольдина        | 31 мая 1918             |
| (894) Эрда               | 4 июня 1918             |
| (895) Гелио              | 11 июля 1918            |
| (896) Сфинкс             | 1 августа 1918          |
| (897) Лисистрата         | 3 августа 1918          |
| (898) Хильдегард         | 3 августа 1918          |
| (899) Иокаста            | 3 августа 1918          |
| (900) Розалинда          | 10 августа 1918         |
| (901) Брунсия            | 30 августа 1918         |
| (904) Рокфеллия          | 29 октября 1918         |
| (907) Рода               | 12 ноября 1918          |
| (908) Буда               | 30 ноября 1918          |
| (914) Пализана           | 4 июля 1919             |
| (919) Ильзебилль         | 30 октября 1918         |
| (927) Ратисбона          | 16 февраля 1920         |
| (946) Поэзия             | 11 февраля 1921         |
| (949) Хель               | 11 марта 1921           |
| (972) Кония              | 18 января 1922          |
| (1008) Ла Паз            | 31 октября 1923         |
| (1021) Фламмарион        | 11 марта 1924           |
| (1038) Такия             | 24 ноября 1924          |
| (1039) Зоннеберга        | 24 ноября 1924          |
| (1053) Вигдис            | 16 ноября 1925          |
| (1069) Планкия           | 28 января 1927          |
| (1134) Кеплер            | 25 сентября 1929        |
| (1141) Бомия             | 4 января 1930           |
| (1169) Альвин            | 30 августа 1930         |
| (1178) Ирмела            | 13 марта 1931           |
| (1179) Малли             | 19 марта 1931           |
| (1203) Нанна             | 5 октября 1931          |
| (1214) Рихильда          | 1 января 1932           |
| (1219) Бритта            | 6 февраля 1932          |
| (1365) Хеньи             | 9 сентября 1928         |
| (1514) Рикукса           | 22 августа 1906         |
| (1661) Гранула           | 31 марта 1916           |
| (1703) Барри             | 2 сентября 1930         |
| (1967) Менцель           | 1 ноября 1905           |
| (2017) Wesson            | 20 сентября 1903        |
| (2119) Швалль            | 30 августа 1930         |
| (2298) Синдихон          | 2 октября 1915          |
| (2373) Иммо              | 4 августа 1929          |
| (2443) Томейлен          | 24 января 1906          |
| (2483) Гвиневра          | 17 августа 1928         |
| (2533) Фехтиг            | 3 ноября 1905           |
| (2650) Элинор            | 14 марта 1931           |
| (2732) Витт              | 19 марта 1926           |
| (3034) Climenhaga        | 24 сентября 1917        |
| (3202) Graff             | 3 января 1908           |
| (3396) Муаззез           | 15 октября 1915         |
| (3626) Ohsaki            | 4 августа 1929          |
| (3907) Килмартин         | 14 августа 1904         |
| (4588) Вислиценус        | 13 марта 1931           |
| (4775) Ганзен            | 3 октября 1927          |
| (4809) Робертбэлл        | 5 сентября 1928         |
| (5702) Морандо           | 16 марта 1931           |
| (5926) Шонфельд          | 4 августа 1929          |
| Сверхновых открыл: 4     |                         |
| SN 1895A (a.k.a. VW Vir) |                         |
| SN 1909A (a.k.a. SS UMa) |                         |
| SN 1920A                 |                         |
| SN 1926A                 |                         |